# 城下町

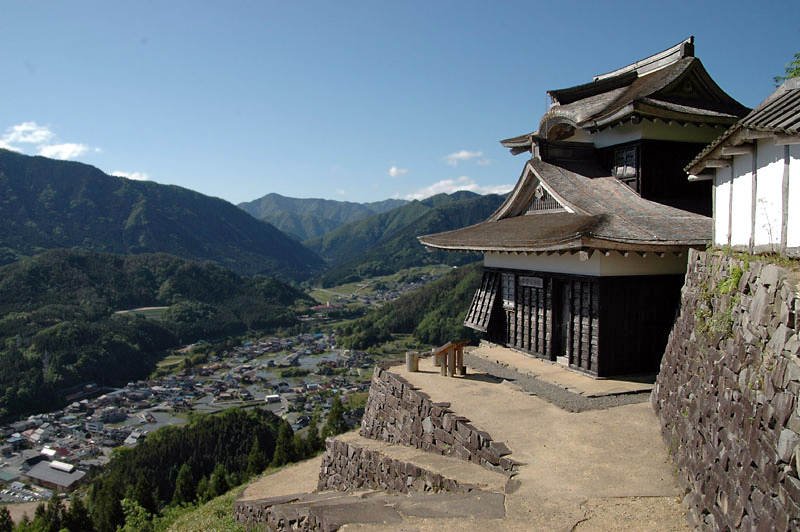
波賀城と城下町（兵庫県宍粟市）

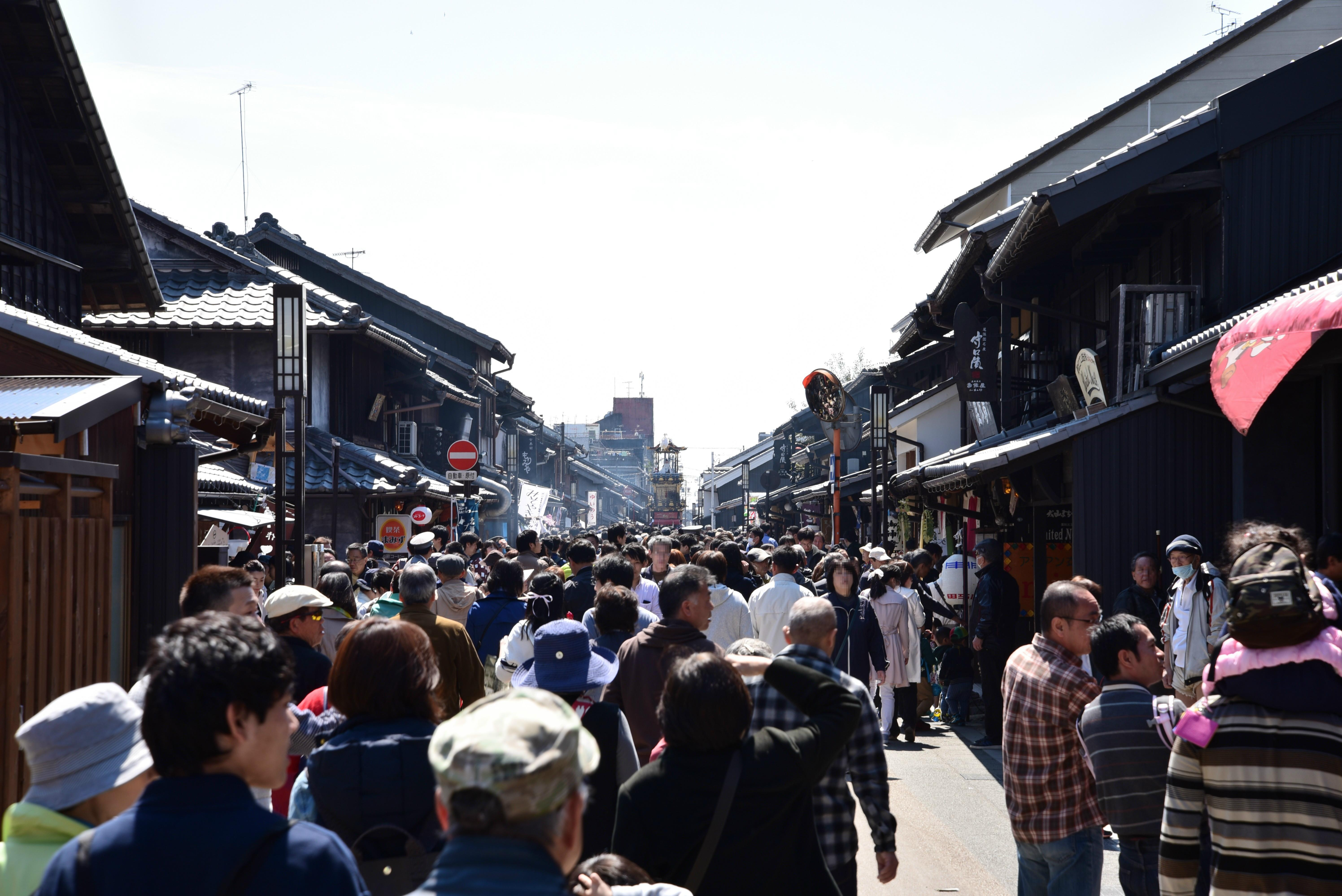
犬山城の城下町（愛知県犬山市）

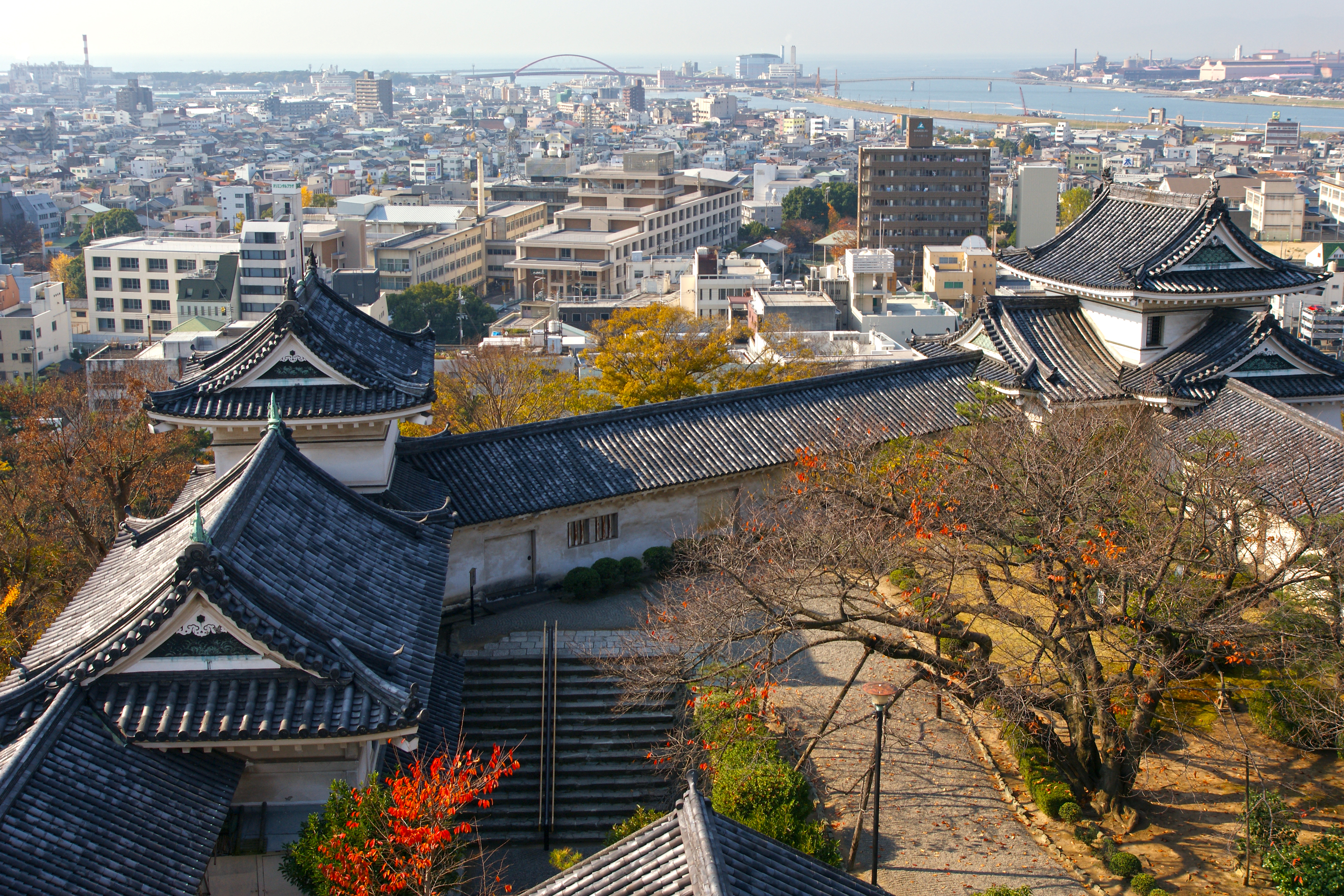
和歌山城の城下町（和歌山県和歌山市）

城下町（じょうかまち）とは、日本における都市の形態の一つ。領主の居城を中心に成立した都市である。

## 概要
江戸時代以降は、必ずしも城が中心とは限らず、戦闘を想定しない行政施設としての陣屋を中心とした陣屋町もあるが、広義ではそれらも含めて城下町と呼ぶ。
城下（じょうか）とも呼ばれ、近世以前はこの呼称が一般的であった。

## 歴史
成立は戦国時代に始まる。
城の防衛施設としての機能と、行政都市・商業都市としての機能を持つ。
近世城下町発展の最大の功労者は織田信長で、本格的な兵農分離を意図し武士を城下に強制移住させるとともに、市街に楽市・楽座を設けて商工業の発達を活発にした。一方で信長の兵農分離については疑問視する指摘もある。
豊臣秀吉は豊臣政権の政治経済の中心となった大坂城下は富の集積地となって殷賑を極め、江戸時代に入っても商業の中心地であり続け天下の台所と言われた。
世界各国の大半の城郭都市は、城壁に囲まれた中に城と街が存在する。それに対し、日本では堺や寺内町のような堀と土塁で囲まれた都市や町は早くから存在していたものの、初期の城下町では領主の居城のみが堀と城壁に囲まれ、街自体は城壁には囲まれていなかった。しかし、日本においても城下町が発展すると、経済的および政治的価値が上昇し、それにともない城下町を戦乱から防護する必要性が生じた。そのため町を堀と塁壁で囲む総構えの構築が増加してゆき、次第に城郭都市化していく傾向をみせた。
江戸時代になると、防衛都市としての色合いが薄くなり、幕府や藩による政治・経済の中心としての色が濃くなった。江戸時代を通じて戦争がなかったことと、大半の藩主家が領主の交代を経験しており、（石高は別として）土地自体への執着が薄かったことが理由として挙げられる。また、城砦としての防衛能力を重視した場所は必ずしも交通の便が良いところではなく、交易都市の色彩を強めるにつれ城が放棄され陣屋などに行政中心が移ったケースも多い。
約300ほどあった城下町も人口の規模は様々で金沢、仙台藩のように武士町人合わせて約12万の大規模城下もあれば、東北亀田藩のように4千人程度の小城下までと多様で、多くの場合、1万人前後である。

## 構造

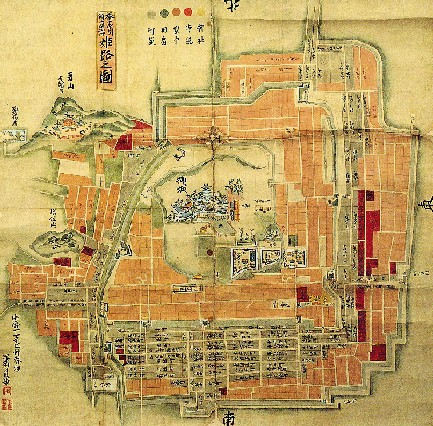
姫路古地図

付近を通る幹線道路のコースを、城下に通じるように付け替えることにより往来が城下を通り、商工業を活性化させる効果を狙っている。ただし、幹線道路は、地形上の有利不利を問わず、権力者の威光を示すために、城の裏に当たる搦手側は通さず、表に当たる大手側を通した。
城下町には、都市防衛の工夫が随所に見られる。敵の侵攻を妨ぐために、川など地形を巧みに利用するとともに、堀を掘り、土塁や石垣を築き、要所には時として枡形のような強固な城門を設けることもあった。城下に入ると幹線道路の両脇に家屋を隙間なく配置させることで城を見え難くして、道を鍵形に曲げたり袋小路を設けるなどすることで、城への到達距離を延長した。また、町割ごとに柵や木戸を設けて、夜には門を閉めて門番を立たせるなど、不審者の侵入を阻んでいた。堀は運河としても使われ物流にも大きな役割を果たしていた。
城下町の立地は、東日本では川の流域である「河岸段丘」に多く、西日本では海に面した「河口デルタ」が多いが、これに加え、彦根、膳所、諏訪藩などは湖に接しており、湖や沼に面した「湖沼型」もある。
町割りは城を中心に、侍町、足軽町、町人、寺町などが配された。侍町とは、家臣の屋敷いわゆる侍屋敷が建ち並ぶ町であり、基本的には身分の高い家臣ほど、城に近い位置に屋敷を持った。現在の地名で、山下（さんげ）・上屋敷町・下屋敷町などがこれに当たる。足軽など軽輩の者は、町人地の外側に配されることも多く、現在に残る地名で、番町・弓之町・鉄砲町などがこれにあたることが多い。
町人地は、侍町の外側に配された商人や職人の町である。付近の村落を城下に移転させたり、商人や職人を職種ごとに分けて強制移住させた。現在に残る地名では、呉服町・油屋町・大工町・鍛冶町・紺屋町などがこれに当たる。町人地は侍町よりも世帯当たりの面積が狭く、街道沿いに隙間なく建ち並んだ。このため、家屋は間口が狭く奥行きが長い、いわゆる「鰻の寝床」であり、二階建てとなっていた。ただし、二階を生活の場とすると大名を見下ろすことになるので、物置として活用された。
さらに、寺町は、城下町の外郭に配されて広い寺院が建ち並び、都市防衛強化の一翼を担った。

## 面影を残す城下町
現在の日本では、人口十万以上の都市の半分以上は城下町を起源としている。
人口10万人以上の城下町
- 東京都特別区部（江戸・旧東京市、江戸城下）
- 大阪府大阪市（大坂藩・大坂城代大坂城下）
- 愛知県名古屋市（尾張藩（名古屋藩）名古屋城下）
- 福岡県福岡市（福岡藩福岡城下）
- 広島県広島市（広島藩広島城下）
- 宮城県仙台市（仙台藩仙台城下）
- 福岡県北九州市（小倉）（小倉藩小倉城下）
- 静岡県浜松市（浜松藩浜松城下）
- 熊本県熊本市（熊本藩熊本城下）
- 静岡県静岡市（静岡藩静岡城下）
- 岡山県岡山市（岡山藩岡山城下）
- 鹿児島県鹿児島市（薩摩藩鹿児島城下）
- 兵庫県姫路市（姫路藩姫路城下）
- 愛媛県松山市（伊予松山藩松山城下）
- 栃木県宇都宮市（宇都宮藩宇都宮城下）
- 大分県大分市（府内藩府内城下）
- 石川県金沢市（加賀藩金沢城下）
- 広島県福山市（備後福山藩福山城下）
- 富山県富山市（富山藩富山城下）
- 愛知県豊田市（挙母藩挙母城下）
- 香川県高松市（高松藩高松城下）
- 岐阜県岐阜市（岐阜藩岐阜城下）
- 愛知県豊橋市（三河吉田藩吉田城下）
- 愛知県岡崎市（岡崎藩岡崎城下）
- 群馬県高崎市（高崎藩高崎城下）
- 和歌山県和歌山市（紀州藩和歌山城下）
- 高知県高知市（土佐藩高知城下）
- 埼玉県川越市（川越藩川越城下）
- 福島県いわき市（磐城平藩磐城平城下）
- 秋田県秋田市（久保田藩久保田城下）
- 沖縄県那覇市（琉球藩首里城下）
- 福岡県久留米市（久留米藩久留米城下）
- 岩手県盛岡市（盛岡藩盛岡城下）
- 福島県福島市（福島藩福島城下）
- 兵庫県明石市（明石藩明石城下）
- 三重県津市（津藩安濃津城下）
- 新潟県長岡市（越後長岡藩長岡城下）
- 茨城県水戸市（水戸藩水戸城下）
- 福井県福井市（福井藩福井城下）
- 徳島県徳島市（徳島藩徳島城下）
- 山形県山形市（山形藩山形城下）
- 長野県松本市（松本藩松本城下）
- 佐賀県佐賀市（佐賀藩佐賀城下）
- 青森県八戸市（八戸藩八戸城下）
- 茨城県つくば市旧谷田部町（谷田部藩谷田部陣屋下）
- 島根県松江市（松江藩松江城下）
- 新潟県上越市（高田藩高田城下）
- 三重県鈴鹿市（神戸藩神戸城下）
- 大阪府岸和田市（岸和田藩岸和田城下）
- 山梨県甲府市（甲府藩甲府城下）
- 神奈川県小田原市（小田原藩小田原城下）
- 鳥取県鳥取市（鳥取藩鳥取城下）
- 山口県山口市（山口藩山口城下）
- 青森県弘前市（弘前藩弘前城下）
- 富山県高岡市（加賀藩高岡城下）
- 千葉県佐倉市（佐倉藩佐倉城下）
- 三重県松阪市（紀州藩松阪城下）
- 愛媛県今治市（今治藩今治城下）
- 愛知県西尾市（西尾藩西尾城下）
- 栃木県栃木市（皆川城下、栃木城下、吹上藩吹上陣屋下）
- 岐阜県大垣市（大垣藩大垣城下）
- 長野県上田市（上田藩上田城下）
- 栃木県足利市（足利藩足利陣屋下）
- 鳥取県米子市（米子藩米子城下）
- 愛知県刈谷市（刈谷藩刈谷城下）
- 山口県岩国市（岩国藩岩国城下）
- 茨城県土浦市（土浦藩土浦城下）
- 茨城県古河市（古河藩古河城下）
- 三重県桑名市（桑名藩桑名城下）
- 山形県鶴岡市（庄内藩鶴ヶ岡城下）
- 宮崎県延岡市（延岡藩延岡城下）
- 岩手県一関市（一関藩居館一関城下）
- 佐賀県唐津市（唐津藩唐津城下）
- 福島県会津若松市（会津藩若松城下）
- 岩手県奥州市（水沢、伊達藩水沢城下）
- 滋賀県長浜市（長浜藩長浜城下）
- 栃木県佐野市（佐野藩佐野城下）
- 静岡県掛川市（掛川藩掛川城下）
- 愛媛県西条市（西条藩西条陣屋下）
- 滋賀県彦根市（彦根藩彦根城下）
- 香川県丸亀市（丸亀藩丸亀城下）
- 茨城県筑西市（旧下館市、下館藩下館城下）
- 岡山県津山市（津山藩津山城下）
- 長野県飯田市（信濃飯田藩飯田城下）
- 岩手県花巻市（盛岡藩花巻城下）
- 新潟県新発田市（新発田藩新発田城下）
- 広島県三原市（安芸広島藩三原城下）

参考：人口10万人未満～2万人以上の城下町
- 秋田県横手市（久保田藩横手城下）
- 三重県伊賀市（伊賀上野藩伊賀上野城下）
- 岐阜県高山市（飛騨高山藩高山城下）
- 京都府亀岡市（丹波亀山藩亀山城下）
- 山形県米沢市（米沢藩米沢城下）
- 千葉県君津市（久留里藩久留里城下）
- 奈良県大和郡山市（郡山藩郡山城下）
- 京都府舞鶴市（丹後田辺藩田辺城下）
- 兵庫県豊岡市（豊岡藩豊岡城下）
- 群馬県館林市（館林藩館林城下）
- 秋田県由利本荘市（本荘藩本荘城下）
- 大分県中津市（中津藩中津城下）
- 埼玉県行田市（忍藩忍城下）
- 愛媛県宇和島市（宇和島藩宇和島城下）
- 滋賀県近江八幡市（天領八幡山城下）
- 茨城県牛久市（牛久藩牛久陣屋下）
- 兵庫県たつの市（龍野藩龍野城下）
- 茨城県石岡市（常陸府中藩府中陣屋下）
- 京都府福知山市（福知山藩福知山城下）
- 茨城県笠間市（笠間藩笠間城下）
- 秋田県大館市（久保田藩大館城下）
- 栃木県大田原市（大田原藩大田原城下、旧黒羽町黒羽藩黒羽城下）
- 大分県佐伯市（佐伯藩佐伯城下）
- 愛知県犬山市（犬山藩犬山城下）
- 福岡県柳川市（柳河藩柳川城下）
- 長野県伊那市（旧高遠町、高遠藩高遠城下）
- 新潟県村上市（村上藩村上城下）
- 福島県白河市（白河藩白河城下）
- 愛知県田原市（田原藩田原城下）
- 山形県天童市（天童藩天童陣屋下）
- 島根県浜田市（浜田藩浜田城下）
- 福島県二本松市（二本松藩二本松城下）
- 宮崎県日南市（飫肥藩飫肥城下）
- 山口県萩市（長州藩萩城下）
- 茨城県結城市（結城藩結城城下）
- 三重県亀山市（伊勢亀山藩亀山城下）
- 群馬県沼田市（沼田藩沼田城下）
- 兵庫県赤穂市（赤穂藩赤穂城下）
- 千葉県館山市（館山藩館山城下）
- 岡山県真庭市（勝山、美作勝山藩勝山城下）
- 長崎県島原市（島原藩島原城下）
- 愛媛県大洲市（大洲藩大洲城下）
- 山形県東根市（長瀞藩長瀞陣屋下）
- 茨城県下妻市（下妻藩下妻陣屋下）
- 岐阜県郡上市（郡上藩郡上八幡城下）
- 長野県小諸市（小諸藩小諸城下）
- 兵庫県丹波篠山市（篠山藩篠山城下）
- 大分県臼杵市（臼杵藩臼杵城下）
- 福島県相馬市（相馬中村藩中村城下）
- 山形県新庄市（新庄藩新庄城下）
- 熊本県人吉市（人吉藩人吉城下）
- 福井県大野市（大野藩大野城下）
- 岡山県高梁市（備中松山藩松山城 (備中国)下）
- 長崎県平戸市（平戸藩平戸城下）
- 山形県上山市（上山藩上山城下）
- 大分県杵築市（杵築藩杵築城下）
- 和歌山県田辺市（紀伊田辺藩田辺城 (紀伊国)下）
- 和歌山県新宮市（紀伊新宮藩新宮城下）
- 福井県小浜市（小浜藩小浜城 (若狭国)下）
- 秋田県仙北市角館町（久保田藩城下）
- 岩手県遠野市（陸奧国代遠野盛岡藩鍋倉城 (陸奥国)下）
- 栃木県那須烏山市（烏山藩烏山城下）
- 福井県勝山市（越前勝山藩勝山城 (越前国)下）
- 大分県竹田市（岡藩岡城下）
- 長野県飯山市（飯山藩飯山城下）
- 三重県鳥羽市（鳥羽藩鳥羽城下）

それらの城下町は大火や戦災、その後の開発などで姿が変わり、往時を偲ぶことのできる城下町は減少しており、全域の区画が現存する城下町は極めて少ない。しかし全域ではないにしろ、多くの旧城下町では城下町時代の区画の痕跡を残しており、上記のように敵の侵攻を妨ぐように道が区画されていた場合、現在では自動車交通に支障を来していることが多い。また、城下町時代の町人地だった場所が現在でもその都市の中心街としての機能を保っていたり、城下町時代からの祭りや風習を残していたりといった形で、城下町時代の痕跡が残っていることは多い。
江戸時代以前の区画が残る町の多くは、小京都と呼ばれる。また、近年では、江戸時代の面影が残る街を小江戸と呼ぶこともある。

### 面影を残す城下町の例

#### 小京都
東北地方
- 仲町（弘前市、弘前藩弘前城下、津軽の小京都）
- 角館（仙北市、久保田藩角館城下、羽州の小京都）
- 霞城町（山形市、山形藩山形城下、出羽の小京都）

中部地方
- 縄手通（松本市、松本藩松本城下、信州の小京都）
- 郡上八幡（郡上市、郡上藩郡上八幡城下、美濃の小京都）
- 飛騨高山（高山市、高山藩飛騨高山城下、飛騨の小京都）
- 犬山（犬山市、犬山藩犬山城下、尾張の小京都）
- 金沢（金沢市、加賀藩金沢城下、加賀の小京都）

近畿地方
- 伊賀上野（伊賀市、津藩伊賀上野城下、伊賀の小京都）
- 丹波篠山（丹波篠山市、篠山藩篠山城下、丹波の小京都）
- 出石（豊岡市、出石藩出石城下、但馬の小京都）
- 龍野（たつの市、龍野藩龍野城下、播磨の小京都）

中国地方
- 石火矢町（高梁市、備中松山藩松山城下、備中の小京都）
- 津山（津山市、津山藩津山城下、美作の小京都）
- 津和野（津和野町、津和野藩津和野城下、石州の小京都）
- 萩（萩市、長州藩萩城下、長州の小京都）

九州地方
- 秋月（朝倉市、秋月藩秋月城下、筑前の小京都）
- 飫肥（日南市、飫肥藩飫肥城下、日向の小京都）

#### 小京都以外
東北地方
- 金ケ崎（金ケ崎町、仙台藩金ケ崎要害下）
- 白石（白石市、白石藩白石城下）

関東地方
- 小幡（甘楽町、小幡藩小幡陣屋下）
- 佐倉（佐倉市、佐倉藩佐倉城下）

中部地方
- 村上（村上市、村上藩村上城下）
- 一乗谷（福井市、戦国城下一乗谷城）
- 岩村（恵那市、岩村藩岩村城下）
- 白壁（名古屋市東区、尾張藩名古屋城下）
- 四間道（名古屋市西区、尾張藩名古屋城下）

近畿地方
- 桑名（桑名市、桑名藩桑名城下）
- 安濃津（津市、津藩津城下）
- 長浜（長浜市、長浜城下）
- 彦根（彦根市、彦根藩彦根城下）
- 近江八幡（近江八幡市、八幡城下）
- 大和郡山（大和郡山市、郡山藩郡山城下）
- 宇陀松山（宇陀市、宇陀松山藩宇陀松山城下）
- 高取土佐（高市郡高取町、高取藩高取城下）

中国地方
- 鹿野（鳥取市、鹿奴藩鹿野城下）
- 勝山（真庭市、勝山藩勝山城下）

九州地方
- 唐津（唐津市、唐津藩唐津城下）
- 平戸（平戸市、平戸藩平戸城下）
- 島原武家屋敷街（島原市、島原藩島原城下）
- 日出町（日出藩日出城下）
- 熊本（熊本市、熊本藩熊本城下）
- 宇土市（網田他、宇土支藩宇土城下）
- 富岡（苓北町、富岡城下）
- 西松江城町（八代市、八代城下）
- 佐敷（芦北町、佐敷城下）
- 鍛冶屋町（人吉市、人吉藩人吉城下）